# Marie-Christine de La Souchère
Pour les articles homonymes, voir Marie-Christine et de La Souchère.
Marie-Christine de La Souchère est une auteure française de vulgarisation scientifique et agrégée de sciences physiques. 